# Schlesische Bibliothek

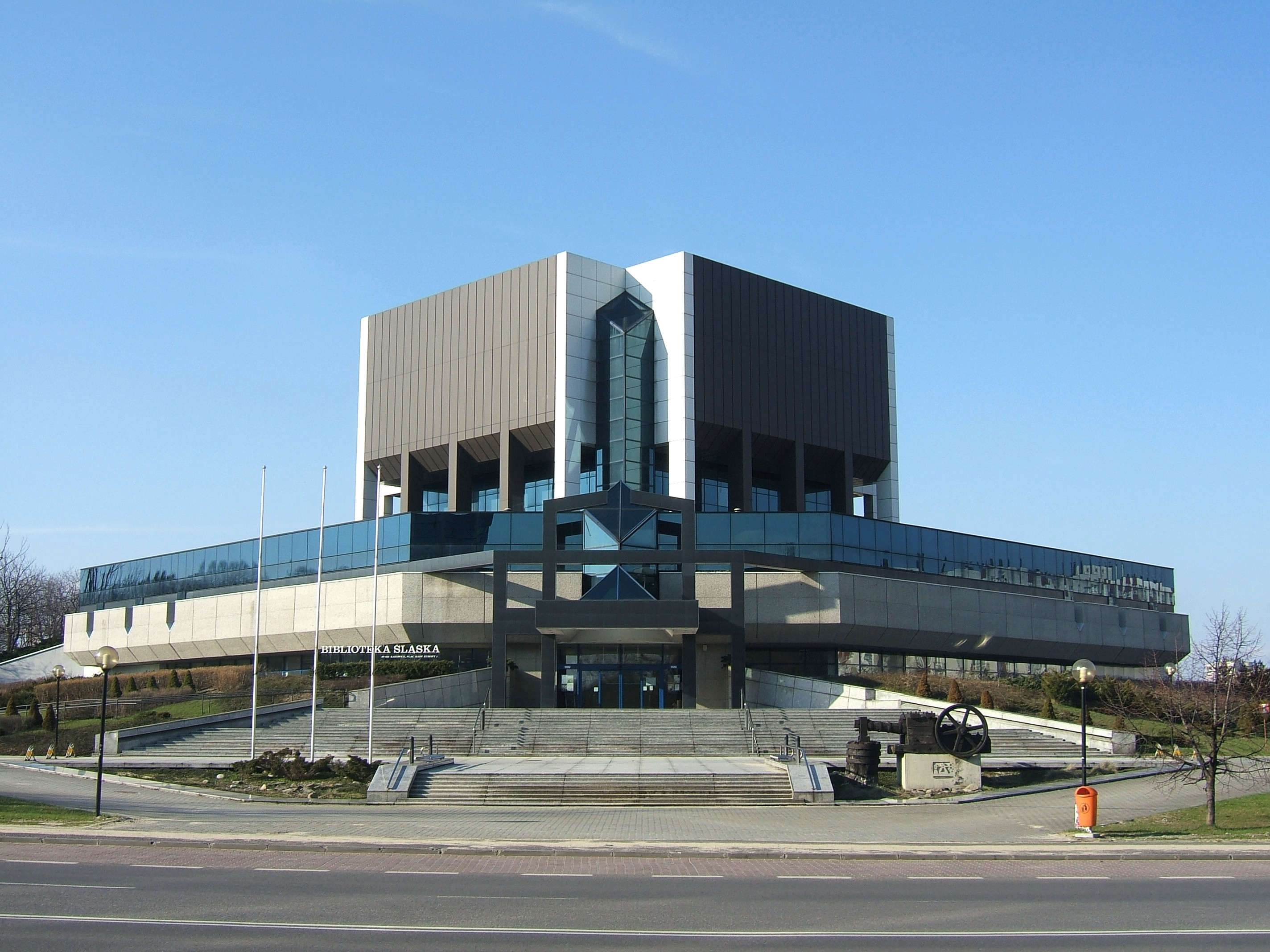
Die Schlesische Bibliothek in Kattowitz (2006)

Die Schlesische Bibliothek (polnisch Biblioteka Śląska) ist eine Institution in Kattowitz in der Woiwodschaft Schlesien in Polen. Sie gilt als eine der modernsten Bibliotheken des Landes. Sie wurde in den Jahren 1922/23 in der ehemaligen Autonomen Woiwodschaft Schlesien in Kattowitz als die Bibliothek des Schlesischen Parlaments gegründet und hat sich unter anderem zur Aufgabe gemacht, die schlesische und polnische Kultur in der Region weiterzugeben. Sie ist die größte Bibliothek in Oberschlesien.

## Geschichte
Die Schlesische Bibliothek ist eine öffentliche Regionalbibliothek mit einem wissenschaftlichen Status und berücksichtigt:
- Bedürfnisse nach akademischen Gemeinschaften von allen schlesischen Universitäten,
- Spielraum und Gebiete für Forschung in schlesisch-wissenschaftlichen Einrichtungen,
- Lehr- und Beratungshilfe für Selbstverwaltungspublikum-Bibliotheken.

Die Schlesische Bibliothek setzt traditionelle Tendenzen in der Spezialisierung der Sammlung gemäß der von den Vorgängern der Bibliothek ausgeführten Anschaffungspolitik fort.
Die Vorläufer waren:
- die Bibliothek des Schlesischen Parlaments (1922–1936) und
- die Schlesische Öffentliche Bibliothek (1936–1945).

1934 zog die Bibliothek in ein Gebäude in der Francuska Straße um, wo sie lange Zeit auch verblieb.
1952 erhielt die Bibliothek den Namen Schlesische Bibliothek / Biblioteka Śląska und wurde als eine wissenschaftliche Bibliothek öffentlich verkündigt. 1991 organisierte ein neugegründetes öffentliches Komitee finanzielle Hilfe für einen Neubau in Form von Spenden. Am 24. Oktober 1998 erfolgte die Einweihung des neuen Gebäudes. Seit dem 1. Juli 2000, als sie mit der Öffentlichen Regionalbibliothek verschmolzen wurde, hat sie als eine Regionalbibliothek denselben wissenschaftlichen Status behalten.

## Bestand
Die Sammlung umfasst Dokumente aus unterschiedlichen gesellschaftlichen Bereichen. Sie hat einen Umfang von mehr als 1.800.000 Publikationen:
- audiovisuelle Materialien (Filme, analoge Video- und Audio-Aufzeichnungen, digitale Kassetten-Bänder),
- elektronische Datenträger (Magnetbänder, Disketten, CDs, DVDs)
- Ephemere
- gedruckte Materialien (Monografien, Broschüren, Zeitschriften)
- ikonografische Materialien (grafische Materialien, Zeichnungen, Gravierungen, Photographien, Postkarten, Exlibris),
- kartografische Materialien (Karten, Atlanten)
- Manuskripte und Maschinenmanuskripte

## Die Hauptfunktionen der Schlesischen Bibliothek
- das Sammeln, die Katalogisierung, das Bereitstellen und die Bewahrung polnischer und ausländischer Literatur und anderer Dokumente, die die Entwicklung der wissenschaftlichen Forschung unterstützen oder den Bedürfnissen nach Bildung dient
- Archivierung der gesetzlichen vorgeschriebenen Exemplare,
- Information und bibliografische Hilfe zu Einrichtungen und Personen,
- Weiterverbreitung von Büchern, durch Ausstellungen, Sitzungen von Autoren und anderen kulturellen Ereignissen,
- das Einleiten, Führen und die Veröffentlichung von Forschungsarbeiten, die dem Feld der Bibliothek und Informationswissenschaft oder verwandten Wissenschaften, mit der besonderen Rücksicht für Silesiaca
- Koordination von Selbstverwaltungspublikum-Bibliothekstätigkeiten gehören, um ein gleichförmiges Regionalinformationssystem zu schaffen.

## Mitglied der Gruppe der nationalen Bibliothek
Gemäß dem Ministerium der Kulturregulierung vom 24. November 1998 ist die Schlesische Bibliothek ein Mitglied einer Gruppe von Bibliotheken das die Sammlung der Nationalen Bibliothek, d. h. die wesentliche Sammlung veröffentlichter und reproduzierter Manuskript-Materialien, realisiert durch das schlesische und polnische Volk, bezüglich auf Schlesien und Polen, die in polnischen Bibliotheken sowie der Dokumentation von Polonicas in ausländischen Bibliotheken bildet. Deshalb sind alle Materialien, die dieser Sammlung gehören, dem speziellen Schutz unterworfen und fordern optimale Bedingungen der Lagerung und Behandlung. Die Schlesische Bibliothek bietet einen beschränkten Zugang zu vielen wertvollen Titeln an, die nur in Lesezimmern oder in der Form des Mikrofilms (Zeitschriften, bestimmte alte Drucke) verfügbar sind. Optimale Lagerungsbedingungen werden durch das modernste Lagerungs-System in der Schlesischen Bibliothek gewährleistet.
Der Katalog der Bibliothek ist durch die Computerterminals der Bibliothek und im Internet z. Z. nur in englischer und polnischer Sprache verfügbar.